# Kolmosjärvi
Kolmosjärvi är en sjö i Finland. Den ligger i kommunen Enare i landskapet Lappland, i den norra delen av landet, 900 km norr om huvudstaden Helsingfors. Kolmosjärvi ligger 180,7 meter över havet. Arean är 93,3 hektar och strandlinjen är 7,26 kilometer lång. Sjön  ingår i Tuulomajokis huvudavrinningsområde. 